# 3956 Caspar
3956 Caspar è un asteroide della fascia principale. Scoperto nel 1988, presenta un'orbita caratterizzata da un semiasse maggiore pari a 2,2393673 UA e da un'eccentricità di 0,1801423, inclinata di 4,80448° rispetto all'eclittica.